# Дюпюи-де-Лом (разведывательный корабль)
Дюпюи-де-Лом — французский разведывательный корабль. Длина корабля — 100 метров. Водоизмещение — 3600 тонн.
23 июня 2006 года ВМФ Франции ввёл в строй новое разведывательное судно — «Дюпюи-де-Лом», названное в честь выдающегося французского кораблестроителя Дюпюи де Лома. В отличие от двух своих предшественников, это судно специально разработан для размещения оборудования MINREM (фр. Moyen Interarmées Naval de Recherche ElectroMagnétique). Его миссия заключается в перехвате и анализе всех типов сигналов, в том числе полученных с помощью спутников. Министр обороны Франции в связи с этим подчеркнул: «Это судно будет осуществлять стратегический перехват со спутников, что позволит нам быть на шаг впереди в борьбе с терроризмом.» Экипаж «Дюпюи-де-Лом» сокращен до 30 человек, на судне работает около 80 специалистов DRM и/или DGSE.
Этот корабль впервые в истории французского флота спроектирован и построен специально для ведения радиоэлектронной разведки в интересах DRM и стал преемником «Бугенвиля».
Радиоэлектронное оборудование «Дюпюи-де-Лом» включает в себя две навигационные РЛС DRBN-38A, станции спутниковых систем связи «Сиракьюз» и «Инмарсат», станцию предупреждения о радиолокационном облучении и идентификации РЛС ARBR-21, комплексы радио- и радиотехнической разведки. Последние позволяют обнаруживать, пеленговать и проводить технический анализ излучений различных РЛС в диапазоне частот от 300 МГц до 90 ГГц, а кроме того, перехватывать, пеленговать и прослушивать сигналы систем связи (включая спутниковые) в диапазоне частот от 30 кГц до 100 ГГц. Аппаратура корабля способна перехватывать самые современные виды передач, включая сообщения электронной почты и разговоры по мобильным телефонам.
В апреле 2014 года, вскоре после аннексии Крыма Россией, «Дюпюи-де-Лом» присутствовал в акватории Чёрного моря..
31 Августа 2023 года был замечен в акватории Японского моря возле г. Находка, ВМФ РФ отправили на разбирательства СРЗК "Карелия".